# East Wenatchee Bench
East Wenatchee Bench és una concentració de població designada pel cens dels Estats Units a l'estat de Washington. Segons el cens del 2000 tenia 13.658 habitants.

## Demografia
Segons el cens del 2000, East Wenatchee Bench tenia 13.658 habitants, 4.834 habitatges, i 3.765 famílies. La densitat de població era de 626,3 habitants per km².
Dels 4.834 habitatges en un 40% hi vivien nens de menys de 18 anys, en un 62,6% hi vivien parelles casades, en un 10,9% dones solteres, i en un 22,1% no eren unitats familiars. En el 17,6% dels habitatges hi vivien persones soles el 7,1% de les quals corresponia a persones de 65 anys o més que vivien soles. El nombre mitjà de persones vivint en cada habitatge era de 2,79 i el nombre mitjà de persones que vivien en cada família era de 3,14.
Per edats la població es repartia de la següent manera: un 29,3% tenia menys de 18 anys, un 8% entre 18 i 24, un 27,8% entre 25 i 44, un 23% de 45 a 60 i un 12% 65 anys o més.
L'edat mediana era de 36 anys. Per cada 100 dones de 18 o més anys hi havia 91,6 homes.
La renda mediana per habitatge era de 45.496 $ i la renda mediana per família de 50.246 $. Els homes tenien una renda mediana de 39.448 $ mentre que les dones 25.226 $. La renda per capita de la població era de 18.176 $. Aproximadament el 8,3% de les famílies i l'11% de la població estaven per davall del llindar de pobresa.

## Poblacions més properes
El següent diagrama mostra les poblacions més properes.